# 一甲 (高雄市)
一甲，是臺灣高雄市路竹區的一個傳統地域名稱，位於該區中北部，並向西延伸縮減至邊界。相較於今日行政區，其範圍大致包括甲南里不含北部、甲北里南部不含其東部邊界地帶中段。
本地區境內主要聚落為一甲、三甲，設有一甲國中、一甲國小。

## 歷史
台灣日治初期，一甲地區為一街庄，稱為「一甲庄」（舊制街庄），隸屬於長治一圖里。該庄昔日北與營後庄為鄰，東與新園庄、下坑庄為鄰，南邊為下社庄、大社庄、半路竹庄，西邊為湖內庄。
1901年（日治明治三十四年）11月11日，全台廢縣廳改設二十廳，該庄隸屬於鳳山廳。1904年（明治三十七年）5月3日，該庄編入「一甲區」，隸屬於鳳山廳。1909年（明治四十二年）10月25日，全台合併二十廳為十二廳，一甲區改隸屬於臺南廳。1920年（大正九年）10月1日，全台地方制度大改正，廢十二廳改設五州二廳，該庄改制為「一甲」大字，隸屬於高雄州岡山郡路竹庄（新制街庄）。
戰後路竹庄改制為路竹鄉，隸屬於高雄縣，大字亦改制為村。1950年（民國39年）10月1日，高、屏分治，路竹鄉仍隸屬於高雄縣。2010年（民國99年）12月25日，高雄縣、市合併為直轄高雄市，路竹鄉改制為路竹區，村亦改制為里。

## 聚落
本地區發展較早的聚落為一甲、三甲，在日治初期的官方地圖上已有記載。

## 交通
台鐵縱貫線是台灣西部南北向鐵路幹線，經過本地區西部近邊界地帶，並在北側設有大湖車站。該站屬三等站，停靠部分莒光號、區間快車及全部區間車；由此可前往台鐵沿線各站。
國道1號又稱「中山高速公路」，是貫穿台灣西部的兩條縱向高速公路之一，經過本地區東部邊界地帶，並在省道台28線交會處設有路竹交流道。由此可快速前往國道1號沿線各地。
省道台1線又稱「縱貫公路」，是台北至楓港的傳統平面幹道，經過本地區西部邊界地帶。由該道路北行可前往湖內區、台南市仁德區、東區/南區、永康區等地，南行可前往路竹區路竹市區、岡山區、橋頭區、楠梓區等地。
省道台28線是湖內橋至茂林（實際終點為大津）的幹道，經過本地區北部。由該道路西行可前往湖內區西南部，並止於省道台17線轉角暨省道台17甲線終點路口；東行可前往國道1號路竹交流道、阿蓮區、田寮區、田寮區/內門區交界地帶、內門區/旗山區交界地帶、旗山區等地。
區道高7線是營前至岡山的道路，其北側端點（起點）位於本地區北部的省道台28線路口，由此向南會經過本地區的三甲、一甲等聚落。該道路在在本地區的部分路段與區道高10線共線。
區道高10線是北路竹至下坑的道路，其西側端點（起點）位於本地區西南角的省道台1線路口，由此向東轉東南東會經過本地區的一甲聚落。該道路在本地區的部分路段與區道高7線共線。
區道高10-1線是一甲至路竹的道路，其東北側端點（起點）位於本地區中部偏東南的區道高10線路口，由此向西南西轉西會經過本地區的一甲聚落南側。

## 學校
- 高雄市立一甲國民中學
- 高雄市路竹區一甲國民小學

## 公務機關
- 高雄市政府警察局湖內分局一甲派出所（在本地區南部邊界外緣的大社地區境內）